# Guido Swinnen
Guido Swinnen, né à Bree le 28 juin 1957, est un ancien footballeur belge. Il évolue comme attaquant puis comme médian. Bien que doué et talentueux, sa carrière a souffert de quelques mauvais choix de transferts qui ont pénalisé sa progression.

## Carrière
Guido Swinnen commence le football vers l'âge de dix ans au Bocholter VV, à proximité de Bree sa commune natale. Ses talents d'attaquant sont vite remarqués. À dix-sept ans, il accepte de franchir le pas et signe à Waterschei THOR, un club issu du monde ouvrier, doté d'un joli passé de tradition mais sans réel palmarès. Le club milite alors en Division 2. En 1976 et 1977, le "Thorians" se placent à chaque reprise pour le tour final mais échouent autant de fois à la 2e place, derrière Courtrai d'abord , derrière La Louvière ensuite. Au terme de la saison 77-78, Waterschei décroche le titre et retrouve l'élite belge que le club avait quittée 18 ans plus tôt. Swinnen preste encore deux saisons avec le cercle "Jaune et Noir " qui assure son maintien et remporte la Coupe de Belgique en 1980.

### Beringen
Swinnen commet alors une première erreur de jugement. Il signe pour un club voisin et rival, le K. Beringen FC. Un choix étonnant car les "Rouges et Noirs" sont habitués à la lutte pour le maintien. Le transfert est un fiasco car Beringen est relégué.

### Beerschot
Swinnen ne veut pas jouer en D2 et signe au K. Beerschot VAV. Le choix du prestigieux matricule 13 se révèle au départ désastreux pour Swinnen. En effet les "Kielratten" se retrouvent dans la tourmente à la suite d'une plainte de… Beringen. Convaincu de "falsification ou tentative de falsfication de la compétition", le club anversois est rétrogradé d'office en D2 et Beringen se maintient.
Les dirigeants du Beerschot usent de tous les recours possibles mais sont à chaque fois déboutés et leur club doit prester en Division 2 pour la première fois de son Histoire ! En 1981-1982, le Beerschot est le grand favori et pointe en tête durant une large part de la saison, Mais il se fait subtiliser le titre lors de la dernière journée, en s'inclinant (0-1), à domicile, contre Seraing, auteur d'une fantastique remontée au classement. Les Beerschotmen survolent le tour final et remontent en D1. Le "Mauves" doivent une belle part de leur retour parmi l'élite à Guido Swinnen auteur de 18 goals bien qu'il ait été reconverti en médian, secteur où il s'avère précieux aux côtés de jeunes tel Patrick Vervoort et Marc Schaessens.

### Anderlecht
En dépit de la régularité de ses bonnes prestations, Guido Swinnen n'est jamais récompensé par une sélection avec les Diables Rouges, où la concurrence vraiment est rude à cette période. Cependant, il a séduit les dirigeants anderlechtois qui engagent le Limbourgeois en 1986. Si chez les "Mauves bruxellois", Swinnen retrouve Pier Janssen qui fut son équipier à Waterschei, ce transfert, même prestigieux, lui apporte plus de déception que de plaisir. En cause, le fait que le joueur est plus souvent cantonné sur le banc ou dans la tribune. Le milieu de terrain d'Anderlecht est à l'époque occupé par des joueurs comme Vercauteren, Scifo, le Belgo-espagnol Lozano, l'Islandais Gudjohnsen. La saison suivante, alors que Scifo et Vercauteren sont partis, Swinnen ne joue pas plus. C'est Vervoort, son ex-équipier du Beerschot, qui a la préséance. Et lorsque l'entraîneur Georges Leekens est remercié, son remplaçant Raymond Goethals ne fait pas plus appel au joueur limbourgeois.

### RWD Molenbeek
Malgré le titre national conquis en 1987, principalement comme réserviste, et surtout lassé de ne pas être titulaire, Swinnen qui le matricule 35, mais reste à Bruxelles en s'alliant avec le RWDM alors coaché par Hugo Broos. La saison 1988-1989 se conclut par une relégation en D2 pour les pensionnaires du stade Machtens, devancés d'une unité par le Beerschot.
Swinnen choisit alors d'arrêter sa carrière au plus haut niveau. Il évolue encore deux saisons en Promotion sous la vareuse du K. Sport Vermaak Mol. En '89-90, le club remporte sa série devant Dessel Sport et Prayon et monte en D3. Guido Swinnen preste une saison au 3e niveau où le "Sport Vermaak" assure son maintien avec un 13e place qui à l'époque n'est pas encore synonyme de "barrages". Swinnen raccroche alors les crampons. De son côté, le matricule 2053 reste en Division 3 jusqu'en 1998, puis subit deux descentes de suite, avant d'être absorber en 2002 dans fusion créant le K. FC Racing Mol-Wezel.

## Palmarès et Faits marquants
- 1x Champion de Belgique en 1987 (avec le R. SC Anderlecht).
- vainqueur de la Coupe de Belgique en  1980 (avec le Waterschei THOR).
- Champion de Division 2 belge en 1978 (avec le Waterschei THOR).
- Vainqueur du tour final de Division 2 belge en 1982 (avec le K. Beerschot VAV).
- Champion de Promotion (D4 belge) en 1990 (avec le K. Sport Vermaak Mol)